# سد شيرين
سد شيرين هو أحد سدود محافظة كركوك افتتح بتاريخ 24 يناير 2009 في عهد عبد الرحمن مصطفى مع سد بلكانة، يقع سد شيرين في ناحية ليلان الذي يبعد 14 كم من مركز كركوك، وكان قد بدءالعمل فيه في 2007 ويستفيد منه المزارعون والماشية ويستخدم للسياحة، تصل سعته إلى مليون متر مكعب. وهو أحد السدود الثلاثة التي انشأت في عهد محافظ كركوك آنذاك عبد الرحمن مصطفى وهم سد شيرين وسد بلكانة وسد خاصة.